# Ewald Klein

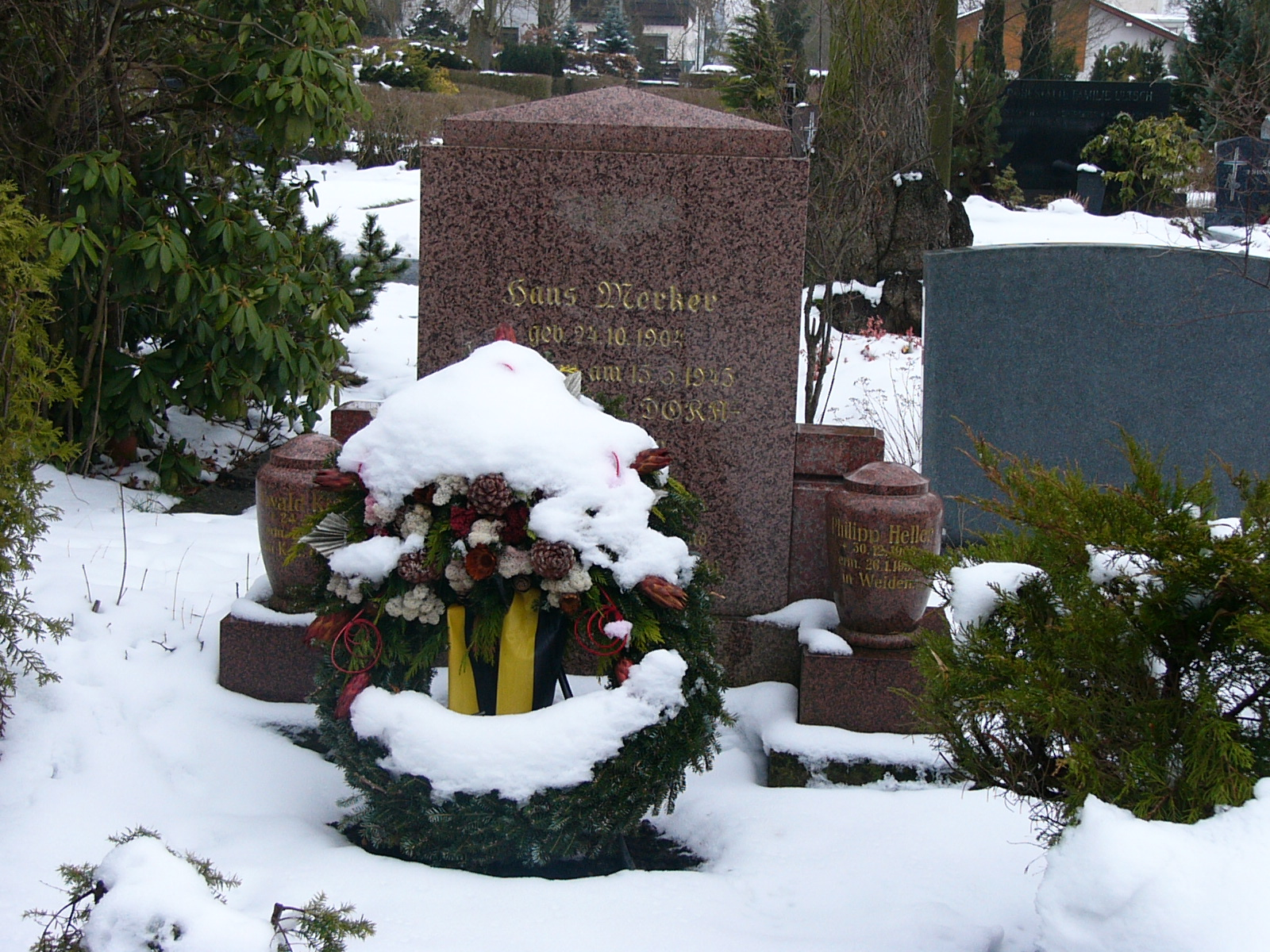
Grabmal der drei Hofer Widerstandskämpfer Hans Merker, Ewald Klein und Philipp Heller auf dem Hofer Friedhof

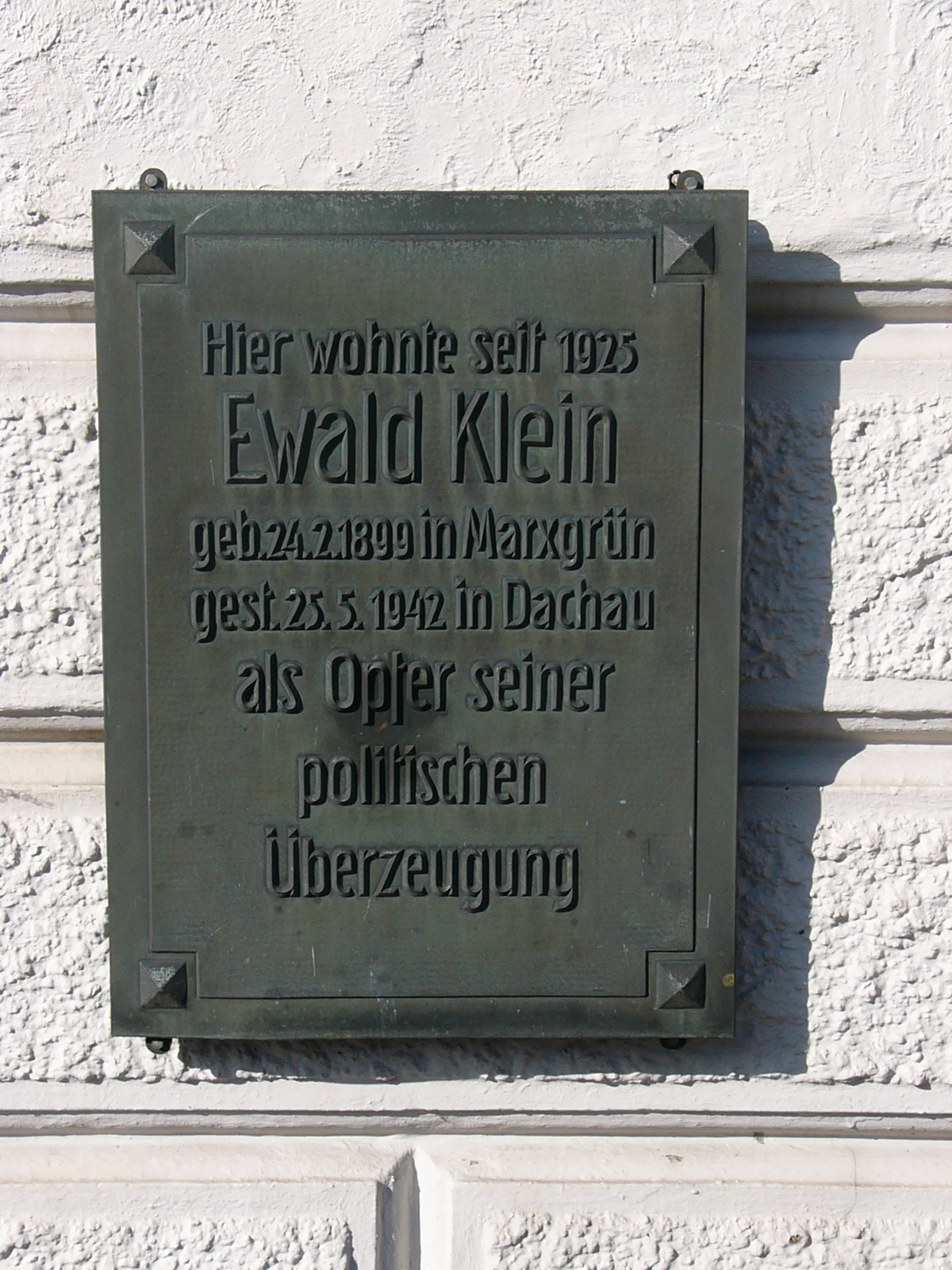
Gedenktafel für Ewald Klein an seinem Wohnhaus in Hof

Ewald Klein (* 24. Februar 1899 in Marxgrün; † 25. Mai 1942 in Dachau) war KPD-Mitglied und Widerstandskämpfer gegen die NS-Diktatur.

## Leben
Ewald Klein war das sechste Kind des Lokomotivheizers Heinrich Klein und dessen Frau Christiane. Ewald Klein besuchte die Volksschule in Hof und begann dann eine Ausbildung als Schlosser. Mit seinem Gesellenbrief begab er sich auf Wanderschaft und arbeitete kurzzeitig in der Marinewerft in Kiel. 1917 wurde er als Landsturmmann zum Militärdienst einberufen. Am Ende des Ersten Weltkrieges befand er sich bei einer Nachrichteneinheit in München. Im April 1919 wurde dort die Bayerische Räterepublik ausgerufen. Nach ihrer Niederschlagung wurde er verhaftet und zwei Monate festgehalten. Er hatte sich nicht an Kampfhandlungen beteiligt, war aber in Verdacht geraten, einen konterrevolutionären Sanitätssoldaten erschossen zu haben.
Nach seiner Rückkehr nach Hof wurde er in der Zeit des Kapp-Putsches und des Einmarsches der Chiemgauer Landfahne erneut verhaftet. Vor dem Landgericht Hof konnte er glaubhaft machen, dass die bei einer Hausdurchsuchung gefundene Leuchtpistole sich nur zum Silvesterschießen in seinem Besitz befand. Er arbeitete in seinem Beruf bei der Hofer Firma Thierauf & Kießling und legte 1924 die Meisterprüfung ab. Im Jahr 1925 heiratete er seine Frau Babette, geborene Burger und wechselte zur Oberkotzauer Firma Summa. Bis zur Weltwirtschaftskrise 1929 hatte er verschiedene Anstellungen und wurde schließlich arbeitslos. In den 1920er Jahren war Ewald Klein sportlich aktiv, als Gewichtheber war er Gewinner der Maingau-Meisterschaft und errang als Schachspieler die Goldene Bundesnadel.
1928 trat Ewald Klein der Kommunistischen Partei bei. In der Nacht zum 1. Mai 1931 kletterte er mit Unterstützung seines Kollegen Arthur Robisch auf die beiden höchsten Fabrikschornsteine von Hof und hisste die rote Fahne mit Hammer und Sichel. Aufgrund der beträchtlichen Höhe konnten die Fahnen nicht so leicht entfernt werden und blieben längere Zeit hängen. Ein Versuch, die Fahnen in Brand zu stecken und sie durch Abbrennen verschwinden zu lassen, gelang nur höchst unvollständig. Im Oktober 1931 wurde Ewald Klein erneut verhaftet, ihm wurde vorgeworfen, Flugblätter vor der Hofer Polizeiwache verteilt zu haben mit der Aufforderung an die Polizisten, sich den streikenden Arbeitern anzuschließen oder den Dienst zu verweigern. Nach siebenmonatiger Untersuchungshaft kam es zur Anklage „wegen Vorbereitung zum Hochverrat“ vor dem Reichsgericht in Leipzig. Klein wurde zu einem Jahr und drei Monaten Gefängnis verurteilt und verbrachte den Rest der Strafe von Oktober 1932 bis Juli 1933 im Zellengefängnis Nürnberg.

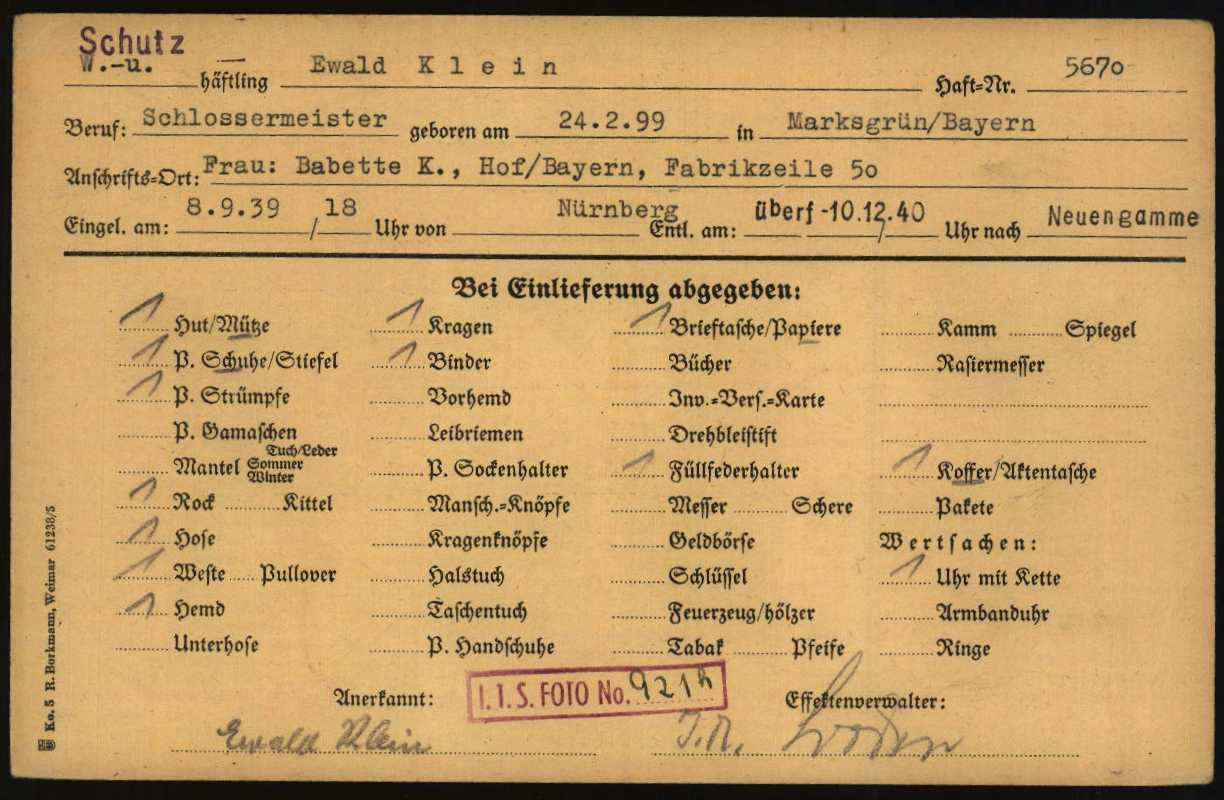
Liste des Eigentums von Ewald Klein als Gefangener im nationalsozialistischen Konzentrationslager Buchenwald

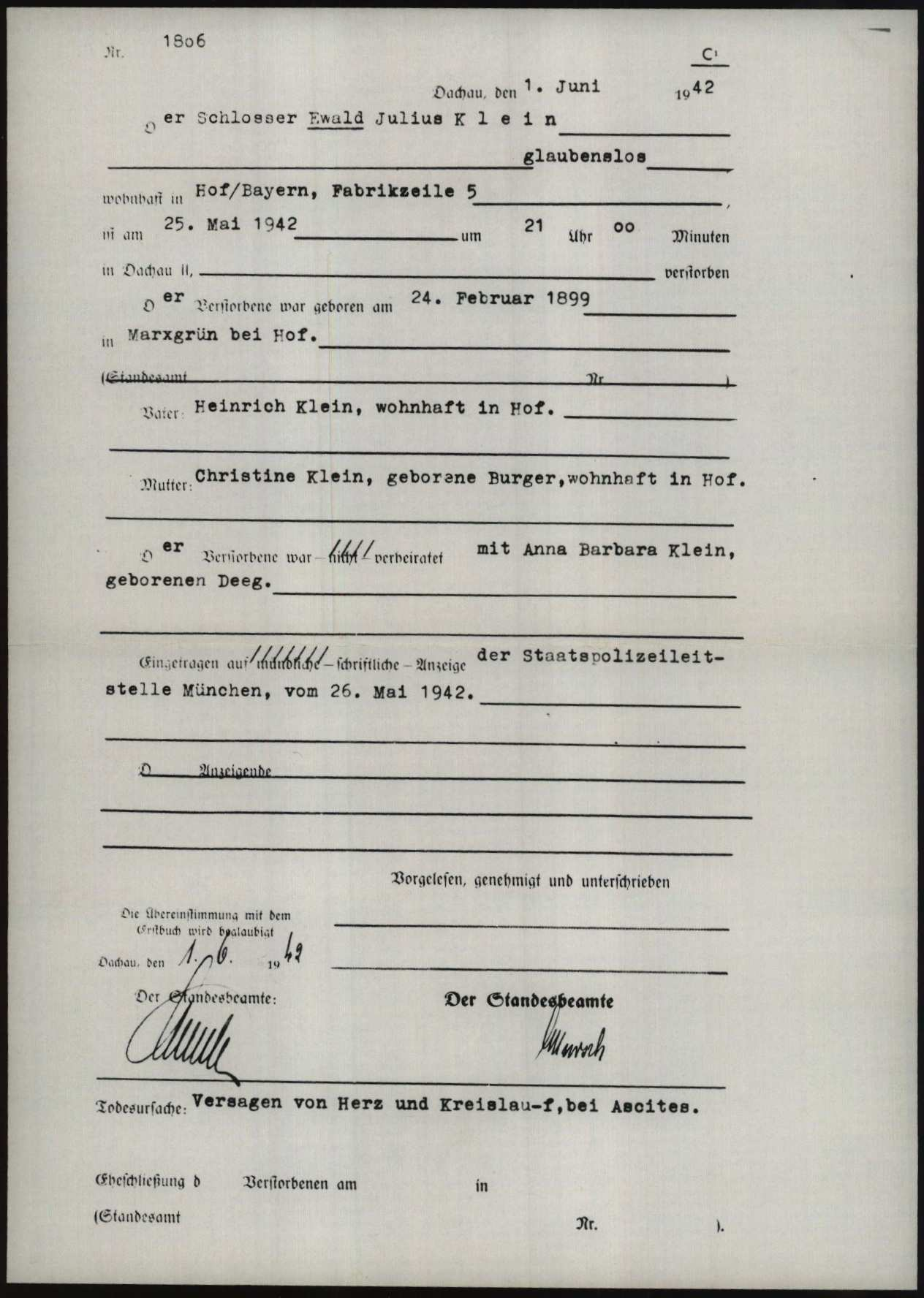
Sterbeurkunde von Ewald Klein, Gefangener im nationalsozialistischen Konzentrationslager Dachau

Nach seiner Entlassung fand Ewald Klein wieder verschiedene Anstellungen, er war u. a. verantwortlich für einen Maschinenpark in Chemnitz. Kurz nach seiner Einberufung im September 1939 wurde er in sogenannte Schutzhaft genommen, wie Hans Merker im KZ Buchenwald festgehalten und im Dezember 1940 nach Neuengamme verlegt. Die harte Arbeit in einem Sumpfgebiet bei unzureichender Ernährung führte zu einer hohen Sterberate, die durch immer wieder neue Arbeiter aus anderen Konzentrationslagern ausgeglichen wurde. 1941 brach in dem Lager das Fleckfieber aus. Kurz vor Weihnachten 1941 wurde Ewald Klein als krank und arbeitsunfähig in das KZ Dachau verlegt. Am 25. Mai 1942 wurde seine Familie per Telegramm von der Lagerleitung informiert, dass Ewald Klein an Herzschwäche verstorben sei. Die Familie, die den Leichnam trotz kürzester Fristsetzung in Dachau aufsuchte, hatte Zweifel an einem natürlichen Tod. Zeugen sprachen von einer Liquidation, die sie mit Fleckfieber oder mit einer von einem SS-Wachmann kurz vorher angeforderten Personalakte Kleins in Verbindung brachten.

## Gedenken
Die Urne von Ewald Klein wurde auf dem Friedhof von Hof bestattet. Ein gemeinsamer Grabstein erinnert an die Hofer Widerstandskämpfer Hans Merker, Ewald Klein und Philipp Heller. Nach dem Krieg wurde in Hof eine Brücke nach ihm benannt. Die gesprengte Brücke, die in der NS-Zeit nach Ludwig Siebert benannt war, wurde am 18. September 1945 nach Ewald Klein benannt. Mit der Vollendung des Wiederaufbaus der Brücke 1948 stimmte der Stadtrat gegen die vier Stimmen der KPD-Fraktion für den heutigen Namen zu Ehren des Reichspräsidenten Friedrich Ebert.